# Приволье (муниципальное образование город Алексин)
Приволье — посёлок в составе муниципального образования город Алексин Тульской области России.

## География
Посёлок находится в северо-западной части Тульской области, в пределах северо-восточного склона Среднерусской возвышенности, в подзоне широколиственных лесов, на расстоянии примерно 10 километров (по прямой) к востоку от города Алексина, административного центра округа. Абсолютная высота — 207 метров над уровнем моря.
Климат
Климат характеризуется как умеренно континентальный, с ярко выраженными сезонами года. Средняя температура воздуха летнего периода — 16 — 20 °C (абсолютный максимум — 38 °С); зимнего периода — −5 — −12 °C (абсолютный минимум — −46 °С). Снежный покров держится в среднем 130—145 дней в году. Среднегодовое количество осадков — 650—730 мм.
Часовой пояс
Посёлок Приволье, как и вся Тульская область, находится в часовой зоне МСК (московское время). Смещение применяемого времени относительно UTC составляет +3:00.

## История
Приволье — послевоенное название. Исторически здесь находилась деревня Патрикеевка, а в 1920—1941 гг. рядом с деревней существовал состоявший из этнических немцев колхоз «Морген-Рот», все жители которого в 1941 г. были депортированы в Казахстан.

## Население
| 2010 |
| ---- |
| 18   |

Половой состав
По данным Всероссийской переписи населения 2010 года в гендерной структуре населения мужчины составляли 55,6 %, женщины — соответственно 44,4 %.
Национальный состав
Согласно результатам переписи 2002 года, в национальной структуре населения русские составляли 93 % из 27 чел.